# Цинга (Кротоне)
Цинга је насеље у Италији у округу Кротоне, региону Калабрија.
Према процени из 2011. у насељу је живело 247 становника. Насеље се налази на надморској висини од 383 м.